# Quintus Marcius Philippus (consul in 281 v.Chr.)
Quintus Marcius Philippus was een Romeins politicus en militair uit de 3e eeuw v.Chr.
Hij was de zoon van Quintus Marcius Tremulus, die consul was in 306 en 288 v.Chr.
Marcius Philippus was consul samen met Lucius Aemilius Barbula. In 281 v.Chr. overwon hij de Etrusken en kreeg de eer om een triomftocht te mogen houden. In 269 v.Chr. was hij censor, opnieuw met Lucius Aemilius Barbula. In 263 v.Chr. was hij magister equitum onder dictator Gnaius Fulvius Maximus Centumalus.

## Bron
- T. Broughton, The magistrates of the Roman Republic Vol. I: 509 BC - 100 BC, Lancaster (Californië) 1951. pp.190,199,204 ISBN 0891307060